# Circus, más difícil todavía
Circus, más difícil todavía fue un concurso de telerrealidad, de tipo talent show, producido por Zeppelin TV para la cadena española Cuatro, que lo emitió en 2008. Basado en el formato australiano Celebrity Circus, el objetivo del programa era encontrar nuevos talentos en el mundo del circo, enfrentando a veinte concursantes -diez chicos y diez chicas- cuyo premio final era un año de beca en una escuela de circo.
El programa estaba presentado por Josep Lobató y contaba como profesores con Eduardo Fedriani (profesor de acrobacia y suelo), Roberto Gasca (profesor de técnicas aéreas), la gimnasta Almudena Cid (entrenadora general), Pedro Aunión (director de escena y coreógrafo) y Genis Matabosh como director de la academia circense.
El programa también contó con un canal Circus 24 horas en la plataforma Digital +, que emitía ininterrumpida las actividades de los concursantes las 24 horas del día.

## Historia
Circus se estrenó el 12 de septiembre de 2008, dedicando sus tres primeras entregas a mostrar el proceso de selección de concursantes. Estos tres programas se emitieron de forma consecutiva en un fin de semana -viernes, sábado y domingo- en horario de prime time, bajo el título Circus: El casting y finalmente Circus. En la cuerda floja.
Tras estas tres primeras emisiones, el concurso pasó a emitirse de forma diaria en horario de sobremesa. Pero al cosechar resultados de audiencia inferiores a la media de la cadena, a partir del 4 de octubre -dos semanas después de su estreno- abandonó el formato diario para pasar a emitirse como una gala semanal en el prime time de los sábados. Al no mejorar tampoco sus resultados, se despidió una semana después, en horario de late night.

## Formato
Siguiendo el modelo de los concursos de telerrealidad de academia artística, los concursantes de Circus convivían, competían y recibían clases en la Escuela de Circus, un plató dividido en una casa y una carpa de mil metros cuadrados donde se realizaban las actuaciones.
Cada alumno de la Escuela representaba un número semanal de una de las tres disciplinas del concurso: acrobacias de suelo y contorsión, números aéreos y grandes aparatos. Además de los números individuales, los participantes interpretaban cada semana un número grupal.
Un jurado formado por los profesores era el encargado de nominar, semanalmente, a los tres concursantes más débiles, siendo los votos del público quien decidía cual de ellos era expulsado.
La principal diferencia respecto al formato original -Celebrity Circus- fue que los participantes de Circus, Más difícil todavía no eran celebridades sino concursantes anónimos.

### Desarrollo del concurso
- Lunes. Día de expulsión: los nominados defienden sus temas, que ellos mismos preparan, y luego, el concursante que menos votos ha recibido durante el fin de semana es expulsado de la academia y del concurso.
- Martes. Día de Salvaciones: Todos los concursantes compiten para convertirse en 'la Red', aquella que tendrá la capacidad para salvar de las nominaciones a otro compañero nominado. El proceso es el siguiente: Primero se descalifican automáticamente a todos menos cuatro, y entonces el jurado decide quién se convierte en 'la Red'.
- Miércoles. Primeras nominaciones: los concursantes realizan sus números. El jurado delibera, y al final de las actuaciones anuncian a los dos concursantes que pasan a estar 'en la cuerda floja', y quien mejor lo hace esdeviene la Estrella de la semana, el concursante inmune.
- Jueves. Segundas nominaciones: Todos los concursantes, incluidos la Red y la Estrella, deben ponerse a trabajar para defender a la altura su número y salvar a sus compañeros y ellos mismos de las nominaciones. Al final de las nominaciones, el jurado delibera quienes serán los dos concursantes que se unen a los nominados
- Viernes. Nominaciones definitivas: Los nominados tienen que mostrar su 'más difícil todavía', es decir, tienen que demostrar lo que valen para que el concursante que sea 'la Red' de la semana los salve de las nominaciones. Al acabar el programa, la Red salva a uno, dejando a los otros tres en manos del público
- Sábados. Tras suprimirse las ediciones diarias, las distintas fases del concurso se concentraron en un único día, los sábados.

## Participantes

### Profesores
- Genís Matabosch, Director
- Almudena Cid, Entrenadora general
- Pedro Aunión, Director de escena y coreógrafo
- Roberto Gasca Torres, Profesor de técnicas aéreas
- Eduardo Fedriani, Profesor de acrobacia y suelo
- Josep Lobató, Presentador

### Concursantes
Expulsados
- Iñaki, 20 años, Bilbao
- Quique, 26 años, Lugo
- Alex, 23 años, Madrid

Eliminados en la final
- Alejandro, 22 años, Granada
- Amaya, 24 años, Madrid
- Ana, 22 años, Madrid
- Cristian, 22 años, Madrid
- Diego, 29 años, Madrid
- Isabel, 29 años, Zaragoza
- Josué, 19 años, Madrid
- Lídia, 23 años, Madrid
- Marco, 29 años, Orense
- María, 29 años, Vallirana, Barcelona
- Miqui, 29 años, Valencia
- Olaia, 29 años, Vigo
- Palmarés, 29 años, Barcelona
- Celia, 22 años, Madrid
- Sílvia, 20 años, Barcelona

Finalistas
- Roseta, 29 años, Valencia
- Elena, 24 años, Madrid

Ganador
- Nacho, 22 años, Granada

## Tabla de estadísticas
| Concursantes | Gala 1 | Gala 2 | Gala 3 | Gala 4 | Gala 5 | Gala 6 | Gala 7 | Gala 8 | Gala 9 | Gala 10 | Gala 11 | Gala 12 | Gala 13 |
| ------------ | ------ | ------ | ------ | ------ | ------ | ------ | ------ | ------ | ------ | ------- | ------- | ------- | ------- |
| Alejandro    | -      | -      | -      | -      | -      | -      | -      | -      | -      | -       | -       | -       | -       |
| Amaya        | -      | -      | -      | -      | -      | -      | -      | -      | -      | -       | -       | -       | -       |
| Ana          | -      | -      |        | -      | -      | -      | -      | -      | -      | -       | -       | -       | -       |
| Celia        |        |        | -      | -      | -      | -      | -      | -      | -      | -       | -       | -       | -       |
| Cristian     |        | -      | -      | -      | -      | -      | -      | -      | -      | -       | -       | -       | -       |
| Diego        | -      | -      | -      | -      | -      | -      | -      | -      | -      | -       | -       | -       | -       |
| Elena        |        | -      | -      | -      | -      | -      | -      | -      | -      | -       | -       | -       | -       |
| Isabel       |        | -      | -      | -      | -      | -      | -      | -      | -      | -       | -       | -       | -       |
| Josué        | -      |        |        | -      | -      | -      | -      | -      | -      | -       | -       | -       | -       |
| Lidia        | -      | -      | -      | -      | -      | -      | -      | -      | -      | -       | -       | -       | -       |
| María        | -      | -      | -      | -      | -      | -      | -      | -      | -      | -       | -       | -       | -       |
| Miky         | -      | -      | -      | -      | -      | -      | -      | -      | -      | -       | -       | -       | -       |
| Nacho        |        | -      |        | -      | -      | -      | -      | -      | -      | -       | -       | -       | -       |
| Olaia        |        | -      | -      | -      | -      | -      | -      | -      | -      | -       | -       | -       | -       |
| Palmares     |        | -      | -      | -      | -      | -      | -      | -      | -      | -       | -       | -       | -       |
| Roseta       | -      |        |        | -      | -      | -      | -      | -      | -      | -       | -       | -       | -       |
| Silvia       | -      | -      | -      | -      | -      | -      | -      | -      | -      | -       | -       | -       | -       |
| Marco        |        | -      | -      |        |        |        |        |        |        |         |         |         |         |
| Alex         |        |        |        |        |        |        |        |        |        |         |         |         |         |
| Quique       | -      |        |        |        |        |        |        |        |        |         |         |         |         |
| Iñaki        |        |        |        |        |        |        |        |        |        |         |         |         |         |

     El concursante abandonó
     El concursante no estaba esa semana en la casa
     El concursante fue expulsado por el público
     El concursante fue uno de los tres nominados
     El concursante era uno de los cuatro nominados, pero fue salvado por 'la Red'
     El concursante fue 'la Estrella' de la semana
     El concursante fue candidato a 'la Red'
     El concursante fue 'la Red' de la semana
     El concursante entró esa semana en la casa

## Audiencias
El programa consechó su mejor registro de audiencia el día de su estreno, con una media de 10,3% de cuota de pantalla y 1,3 millones de espectadores. Durante las tres primeras emisiones, correspondientes al proceso de selección de los aspirantes a artistas circenses, el programa registró una media superior al millón de espectadores y un 8,9% de cuota de pantalla, por encima de la media de la cadena. Los datos, sin embargo, fueron decreciendo progresivamente en las emisiones diarias, y no remontaron en las dos galas finales.

### Cástines
| Fecha de emisión         | Audiencia media        | Cuota |
| ------------------------ | ---------------------- | ----- |
| 12 de septiembre de 2008 | 1.338.000 espectadores | 10,3% |
| 13 de septiembre de 2008 | 1.039.000 espectadores | 8,3%  |
| 14 de septiembre de 2008 | 1.205.000 espectadores | 8,2%  |

### Emisiones diarias
| Fecha de emisión         | Audiencia media      | Cuota |
| ------------------------ | -------------------- | ----- |
| 15 de septiembre de 2008 | 870.000 espectadores | 7,1%  |
| 16 de septiembre de 2008 | 607.000 espectadores | 4,9%  |
| 17 de septiembre de 2008 | 613.000 espectadores | 5,1%  |
| 18 de septiembre de 2008 | 594.000 espectadores | 5,0%  |
| 19 de septiembre de 2008 | 459.000 espectadores | 3,9%  |
| 22 de septiembre de 2008 | 482.000 espectadores | 3,8%  |
| 23 de septiembre de 2008 | 428.000 espectadores | 3,4%  |
| 24 de septiembre de 2008 | 489.000 espectadores | 3,9%  |

### Emisiones semanales
| Fecha de emisión      | Audiencia media      | Cuota |
| --------------------- | -------------------- | ----- |
| 4 de octubre de 2008  | 587.000 espectadores | 3,9%  |
| 11 de octubre de 2008 | 323.000 espectadores | 5,3%  |

## Circus en el mundo
| País           | Nombre Local                | Canal de TV                                                                           | Ganadores                                                          | Presentadores                                                      |
| -------------- | --------------------------- | ------------------------------------------------------------------------------------- | ------------------------------------------------------------------ | ------------------------------------------------------------------ |
| Argentina      | El Circo De Las Estrellas   | Telefe                                                                                | 1.ª Edición, 2007: Natalia Pastorutti                              | Susana Giménez (1.ª Edición)                                       |
| Australia      | Celebrity Circus            | Nine Network                                                                          | 1.ª Edición, 2005: No Hay Ganadores                                | Charles Tingwell, "Bud" (1.ª Edición)                              |
| Bielorrusia    | Звездный Цирк               | OHT                                                                                   | 1.ª Edición, 2007: Desconocido                                     | Olga Polyakova (1.ª Edición)                                       |
| Brasil         | Circo do Faustão            | Rede Globo                                                                            | 1.ª Edición, 2007: Gianne Albertoni 2.ª Edición, 2008: Cássio Reis | Fausto Silva, "Faustão" (1.ª-2.ª Edición)                          |
| Chile          | Circo de Estrellas          | TVN                                                                                   | 1.ª Edición, 2010: Francisco Puelles                               | Rafael Araneda (1.ª Edición) Karen Doggenweiler (1.ª Edición)      |
| España         | Circus: Más Difícil Todavía | Cuatro Digital+ (24H)                                                                 | 1.ª Edición, 2008: Ignacio Adarve, "Nacho"                         | Josep Lobató (1.ª Edición)                                         |
| Estados Unidos | Celebrity Circus            | NBC                                                                                   | 1.ª Edición, 2008: Antonio Sabato, Jr.                             | Joey Fatone (1.ª Edición)                                          |
| Italia         | Reality Circus              | Canale 5                                                                              | 1.ª Edición, 2006: Sabrina Ghio                                    | Bárbara D'Urso (1.ª Edición)                                       |
| México         | Los 5 Magníficos            | Canal de las Estrellas (Galas - Domingo) Canal 5 (Galas - Miércoles) SKY México (24H) | 1.ª Edición, 2007: El Hijo del Perro Aguayo                        | Marco Antonio Regil (1.ª Edición)                                  |
| Polonia        | Gwiezdny Cyrk               | Polsat                                                                                | 1.ª Edición, 2008: Kamila Porczyk                                  | Agnieszka Popielewicz (1.ª Edición) Zygmunt Chajzer (1.ª Edición)  |
| Portugal       | Circo das Celebridades      | TVI                                                                                   | 1.ª Edición, 2006: Marta Cardoso                                   | Júlia Pinheiro (1.ª Edición) José Pedro Vasconcellos (1.ª Edición) |
| Reino Unido    | Cirque de Celebrité         | Sky One                                                                               | 1.ª Edición, 2006: Grace Adams-Short 2.ª Edición, 2007: Kyal Marsh | Ruby Wax (1.ª Edición) Jenni Falconer (1.ª Edición)                |
| Rusia          | Цирк со Звёздами            | Pervy Kanal                                                                           | 1.ª Edición, 2007: Sergey Lazarev 2.ª Edición, 2008: Anna Tsoy     | Iván Úrgant (1.ª-2.ª Edición) Sasha Volkovskaya (1.ª-2.ª Edición)  |
| Turquía        | Ünlüler Sirki               | Star TV                                                                               | 1.ª Edición, 2007: Desconocido                                     | Süheyl Uygur (1.ª Edición)                                         |

- Nota: Las webs no activas podrás visualizarlas a través de la web de Wayback Machine.

     País que actualmente está emitiendo Circus.
     País que planea emitir una nueva edición de Circus.
     País que está negociando con la productora emitir una nueva edición de Circus, aunque no sea oficial aún de que se llegue a emitir.
     País que no planea emitir una nueva edición de Circus.